# Trollius
Trollius (L., 1753) è un genere di piante erbacee appartenente alla famiglia delle Ranunculaceae, diffuso nell'interno emisfero settentrionale.

## Etimologia
Il nome del genere deriva dal tedesco antico “troll” che vuol dire globoso, in riferimento alle forme tipiche dei fiori di questa specie. Tale denominazione veniva usata già nel XVI secolo. È il naturalista svizzero Conrad Gessner che ci parla nei suoi scritti di questo fiore probabilmente conosciuto durante la sua ascensione al Monte Pilatus (nel 1555) nei pressi di Lucerna. Infatti da quelle parti il fiore più importante del genere (Botton d'oro) era chiamato volgarmente “Troll Blume”. Ma un'altra fonte fa derivare il nome sempre dal vocabolo “troll” che è anche proprio della lingua svedese e indica una divinità nordica maligna alludendo probabilmente alla velenosità delle piante di questo genere. 

Comunque la prima descrizione scientifica del genere l'abbiamo da Linneo che nel 1753 la inserì nei suoi scritti.

## Morfologia
La forma biologica della pianta è emicriptofita scaposa (H scap) : ossia è una pianta perennante per mezzo di gemme situate a livello del suolo (emicriptofita); l'asse fiorale è allungato con poche foglie (scaposo).

### Radici
Radici secondarie da rizoma. Sono fibrose ed ispessite.

### Fusto
Il fusto eretto e semplice nasce dal breve rizoma. 

### Foglie
- Foglie basali: sono a disposizione alterna, lungamente picciolate e palmatifide (incise in più lobi).
- Foglie cauline: sono sessili, più piccole e meno incise delle basali.

### Fiori
I fiori sono solitamente solitari e alla fine del fusto. Il colore va dal giallo all'arancio, ma possono arrivare fino al porporino, o al lillacino o al biancastro. Sono inoltre ermafroditi, attinomorfi, dialitepali, e lungamente peduncolati.
- Calice: il numero dei sepali va da 5 a 20 e sono di tipo petaloideo. In genere si sovrappongono l'un l'altro embricatamente. In alcune specie s'incurvano verso il centro del fiore come per proteggere la parte interna.
- Corolla: anche i petali sono numerosi, ma piccoli e stretti. Sono nettariferi.
- Androceo: molto numerosi sono gli stami disposti a spirale. Le antere sono lineari erette ed allungate con deiscenza laterale.
- Gineceo: i carpelli normalmente sono cinque e sono sessili. Ciascuno di essi contiene numerosi ovuli che a maturità si trasformano in semi trigoni. Lo stilo è breve ma appuntito e persiste nel frutto.

### Frutti
Il frutto è un aggregato (capolino) di follicoli deiscenti. All'interno di questi ultimi troviamo in duplice rango i semi.

## Distribuzione e habitat
Il genere è diffuso soprattutto in America del Nord e in Asia, nelle regioni fredde e temperate. In Europa l'unica specie (Trollius europaeus) si trova al nord a basse quote o al sud in zone montane. La maggiore diversità, il genere Trollius, lo presenta nell'Asia.

## Tassonomia
All'interno del genere Trollius sono comprese 33 di specie, delle quali solo una è presente anche in Italia: il Botton d'oro (Trollius europaeus).
 La struttura della pianta ricorda moltissimo le specie del genere Ranunculus, che si differenzia per l'aspetto del frutto (in Ranunculus è un achenio, mentre è un follicolo in Trollius).
Per comodità il genere viene diviso in due gruppi a seconda del numero dei sepali (ma è anche un elemento importante per la classificazione delle varie specie del genere):
- 1) specie con fiori fino a 10 sepali;
- 2) specie con 11 – 20 sepali per fiore.

### Specie del genere
Primo gruppo con 11 - 20 sepali per fiore
- Trollius europaeus L. – Botton d'oro : presenta grandi fiori (a forma globosa) giallo – oro di circa 4 cm di diametro. Esternamente sono visibili fino a 15 sepali petaloidei ovalo – ellittici, concavi e conniventi. Le foglie sono divise in 5 segmenti a sua volta profondamente incisi e dentati.
- Trollius altaicus C. A. Mey: i fiori non sono globosi ma svasati di colore giallo paglierino. I petali sono più piccoli e possono arrivare fino a 15. Lo stilo è visibile e di colore purpureo – nerastro. Il fusto può arrivare fino a 70 cm di altezza. È originario dei Monti Altai (zona compresa tra la Siberia, Mongolia e Cina nord-occidentale). Lo si trova a quote tra i 900 – 2000 m s.l.m..
- Trollius caucasicus Stev.: ha 10 petali di colore giallo – arancio. I sepali sono ancora più numerosi.
- Trollius asiaticus L.: in questa pianta i petali sono più lunghi degli stami e il loro colore è arancio. Anche questa specie ha un alto numero di sepali e petali (da 11 a 20). La pianta non è più alta di 20 cm e si trova nelle zone umide delle foreste e praterie asiatiche.

Secondo gruppo fino a 10 sepali per fiore
- Trollius acaulis Lindl.: è pianta nana con 7 sepali aranciati disposti a stella in posizione patente. I petali sono più corti degli stami.
- Trollius laxus Salisb.: presenta dei fiori giallo – pallidi o verdastri (in alcune varietà sono bianchi). I sepali sono da 5 a 7, mentre i petali possono essere anche una quindicina e sono più corti degli stami. È una specie Nord Americana introdotta in Europa fin dal 1805.
- Trollius patulus Salisb.: sia gli stami che i petali sono ugualmente lunghi. Il colore dei fiori è giallo oro. Specie caucasica introdotta in Europa nel 1800.
- Trollius ledebourii Rchb.: i petali superano in lunghezza gli stami, sono da 10 a 12 e sono nettariferi, mentre i sepali petaloidi sono 5. Il colore del fiore è giallo – oro. Specie di origine siberiana.
- Trollius chinensis Bunge: i fiori sono colorati di giallo brillante. I sepali petaloidi sono da 7 a 10 e i petali nettariferi (più lunghi degli stami) sono oltre 20. Specie di origine cinese.

### Elenco completo delle specie
- Trollius acaulis Lindl.
- Trollius afghanicus Hedge & Wendelbo
- Trollius altaicus C.A. Mey.
- Trollius apertus Perfil. ex Igoschina
- Trollius asiaticus L.
- Trollius × austrosibiricus Erst & Luferov
- Trollius buddae Schipcz.
- Trollius chartosepalus Schipcz.
- Trollius chinensis Bunge
- Trollius citrinus Miyabe
- Trollius dschungaricus Regel
- Trollius europaeus L.
- Trollius farreri Stapf
- Trollius hondoensis Nakai
- Trollius ilmenensis Sipliv.
- Trollius komarovii Pachom.
- Trollius kytmanovii Reverd.
- Trollius laxus Salisb.
- Trollius ledebourii Rchb.
- Trollius lilacinus Bunge
- Trollius membranostylis Hultén
- Trollius micranthus Hand.-Mazz.
- Trollius pumilus D. Don
- Trollius ranunculinus Stearn
- Trollius ranunculoides Hemsl.
- Trollius rebunensis Kadota
- Trollius riederianus Fisch. & C.A. Mey.
- Trollius sajanensis (Malyschev) Sipliv.
- Trollius shinanensis Kadota
- Trollius sibiricus Schipcz.
- Trollius sikkimensis (Brühl) Dorosz.
- Trollius soyaensis Kadota
- Trollius taihasenzanensis Masam.
- Trollius teshioensis Kadota
- Trollius uniflorus Sipliv.
- Trollius vaginatus Hand.-Mazz.
- Trollius vicarius Sipliv.
- Trollius yunnanensis (Franch.) Ulbr.

## Usi
Tutte le specie sono velenose: è noto che il bestiame “sapientemente” evita di cibarsene. Sono usate come cibo solamente da alcuni lepidotteri.

Alcune specie sono usate come piante ornamentali grazie al grande fiore brillantemente colorato. Sono rustiche e di facile coltivazione. Hanno tuttavia il difetto di essere avari di semi (nascono male e in modo discontinuo), per cui devono essere moltiplicate agamicamente (in autunno o in primavera).

## Galleria d'immagini

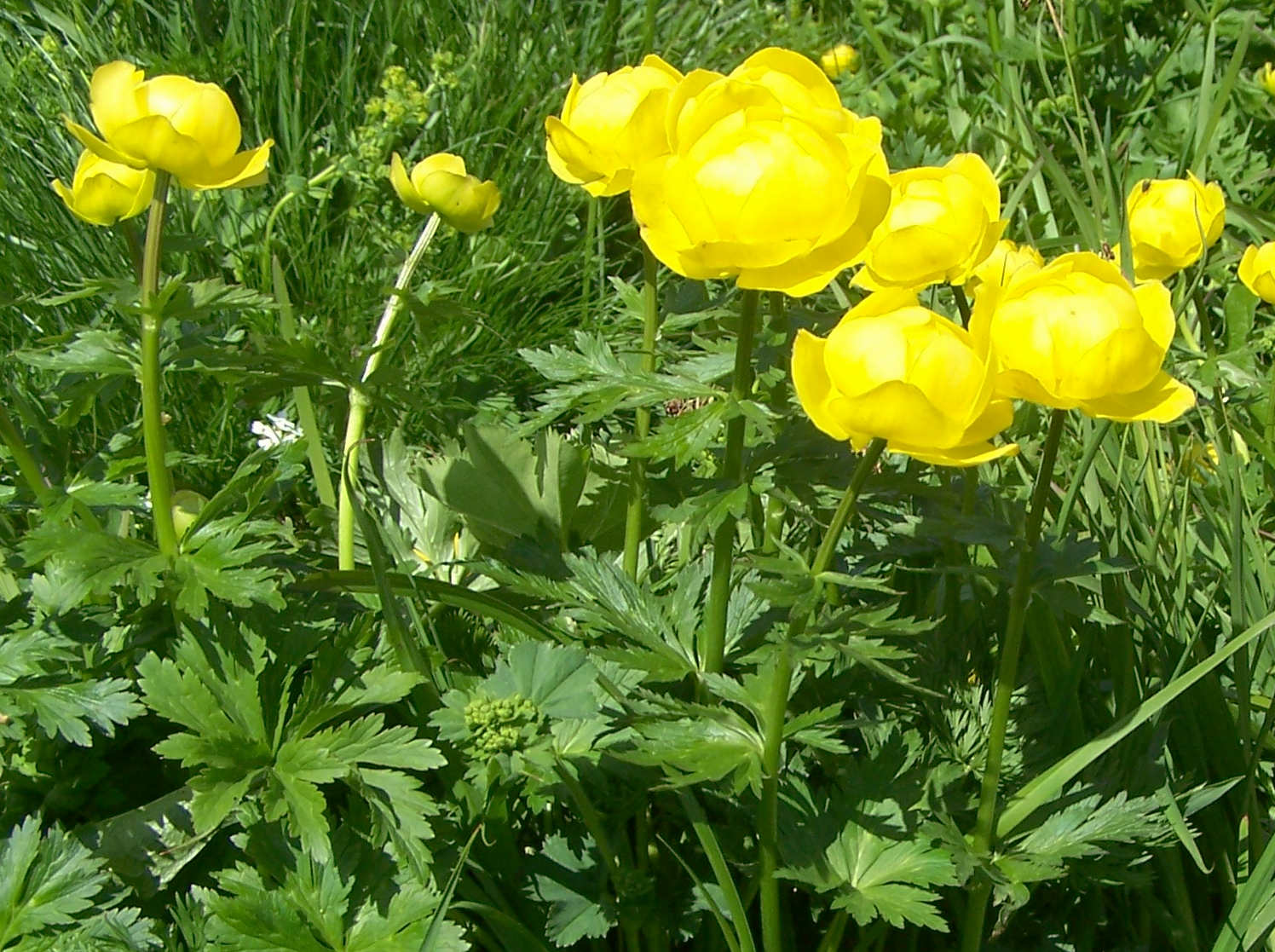
Trollius altissimus
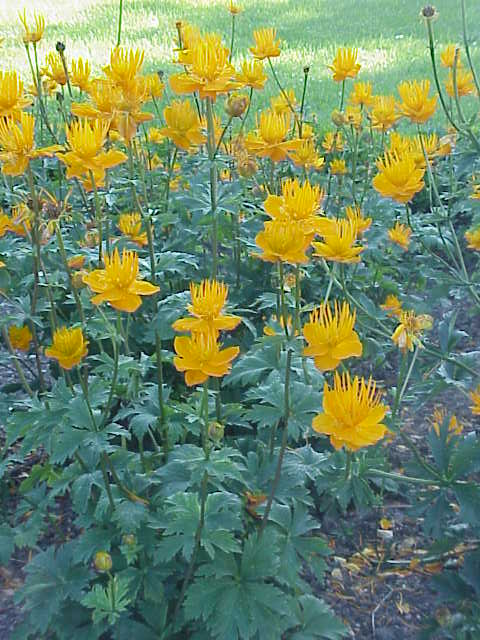
Trollius chinensis
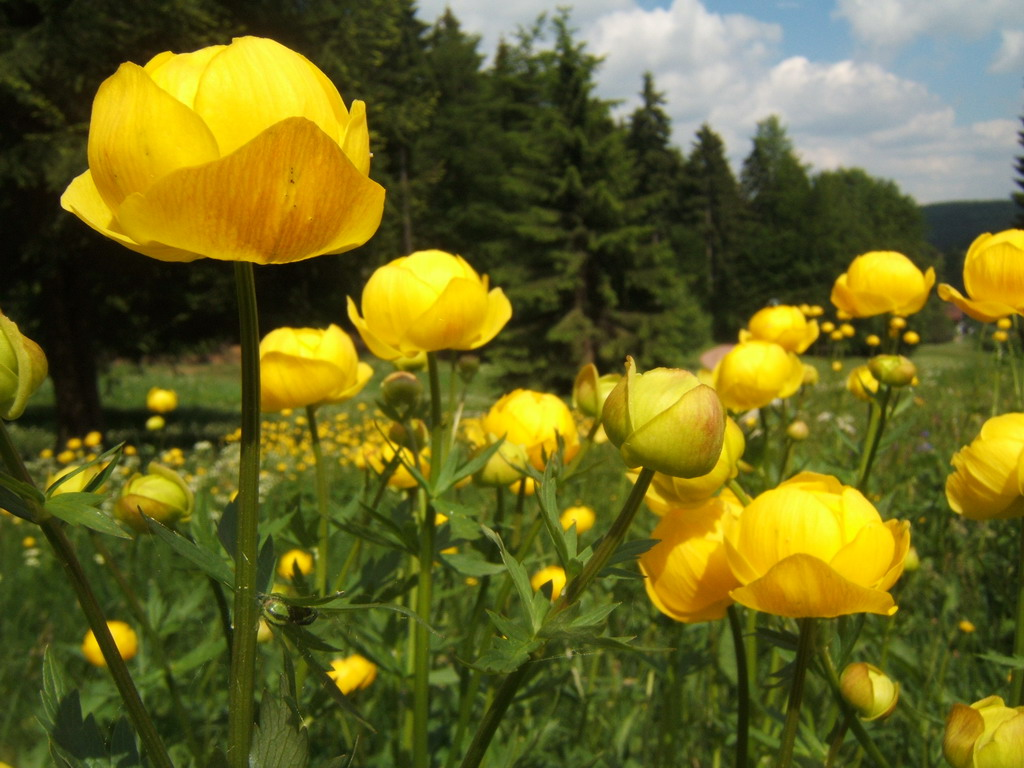
Trollius europaeus
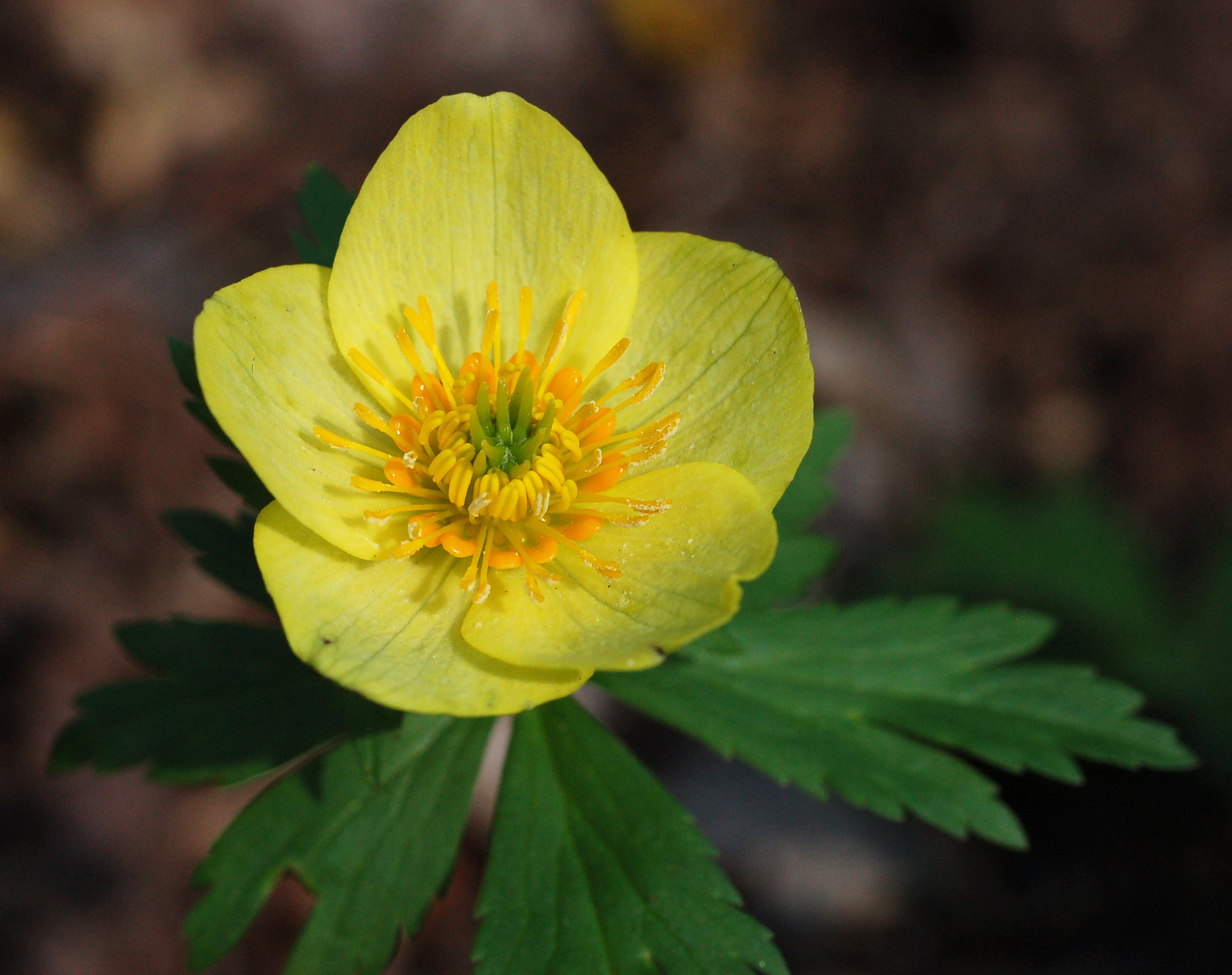
Trollius laxus
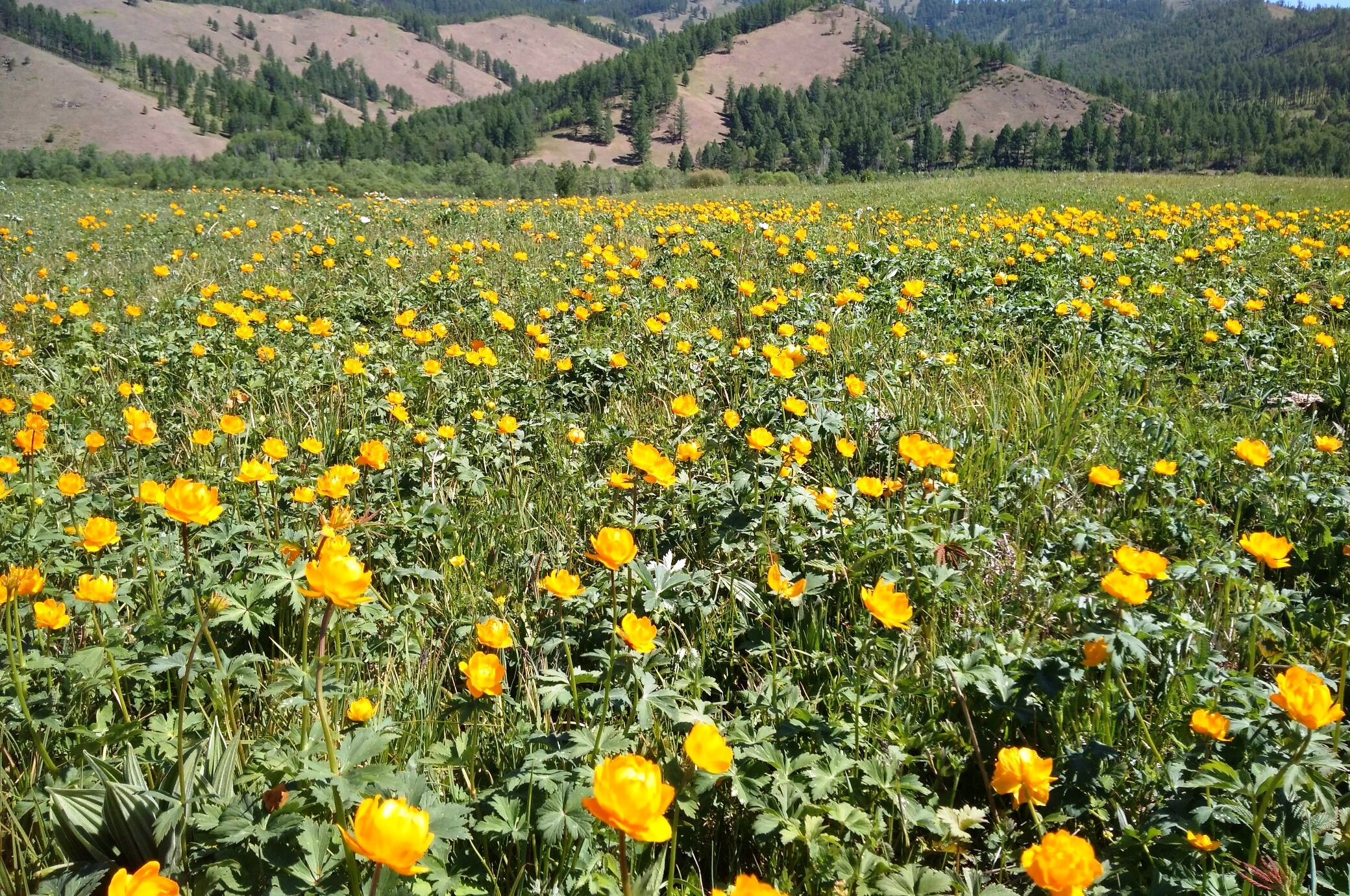
Trollius en el este de Siberia